# Konstantin Borissowitsch Loktew
Konstantin Borissowitsch Loktew (russisch Константин Борисович Локтев; * 16. Juni 1933 in Moskau, Russische SFSR; † 4. November 1996 ebenda) war ein russischer Eishockeyspieler und -trainer.

## Karriere
Seine Karriere begann 1952 bei seinem Heimatclub HK Spartak Moskau, für den er zuvor im Nachwuchsbereich aktiv war Nach nur einer Saison und einer weiteren bei ODO Leningrad kam er 1954 zum damaligen Meisterclub ZSKA Moskau und blieb hier bis zum Ende seiner Karriere 1967. Mit ZSKA Moskau gewann er zehn Mal den sowjetischen Meistertitel und spielte in einer Reihe mit Alexander Almetow und Weniamin Alexandrow. Diese Reihe erzielte 213 Tore in 340 Ligaspielen. Während dieser Zeit war er auch Mitglied der sowjetischen Eishockeynationalmannschaft, mit der er bei acht Eishockey-Weltmeisterschaften drei Goldmedaillen (1964, 1965, 1966), drei Silbermedaillen (1957, 1958, 1959) und zwei Bronzemedaille (1960, 1961) gewann. Bei seiner ersten Weltmeisterschaft 1957 erzielte er insgesamt neun Tore.
Darüber hinaus nahm er an zwei Olympischen Spielen teil und gewann ein Mal die Goldmedaille (1964) und 1960 eine Bronzemedaille. Daraufhin wurde er (und das gesamte Team) 1964 als Verdienter Meister des Sports der UdSSR ausgezeichnet. In seiner Funktion als Assistent des Nationaltrainers der Sbornaja nahm er 1975 an der Weltmeisterschaft und 1976 an den Winterspielen in Innsbruck teil.
In den Jahren 1975 bis 1977 kehrte Loktew als Trainer zum ZSKA zurück und gewann zwei weitere Meistertitel. 2007 wurde Loktew für seine Verdienste mit der Aufnahme in die IIHF Hall of Fame geehrt.

## Erfolge und Auszeichnungen
- 1955, 1956, 1958, 1959, 1960, 1961, 1963, 1964, 1965 und 1966 Sowjetischer Meister mit ZSKA Moskau
- 1959 Toptorschütze der Klass A (21 Tore, zusammen mit Wiktor Jakuschew)
- 1957, 1958, 1959, 1960, 1965 All-Star Team der Klass A
- 2007 Aufnahme in die IIHF Hall of Fame

### International
- 1964 Goldmedaille bei den Olympischen Winterspielen
- 1960 Bronzemedaille bei den Olympischen Winterspielen
- 1964, 1965 und 1966 Goldmedaille bei der Weltmeisterschaft
- 1957, 1958 und 1959 Silbermedaille bei der Weltmeisterschaft
- 1960 und 1961 Bronzemedaille bei der Weltmeisterschaft
- 1957 Bester Torschütze der Weltmeisterschaft
- 1966 Bester Stürmer der Weltmeisterschaft
- 1965 und 1966 All-Star Team der Weltmeisterschaft

## Karrierestatistik

### International
(Legende zur Spielerstatistik: Sp oder GP = absolvierte Spiele; T oder G = erzielte Tore; V oder A = erzielte Assists; Pkt oder Pts = erzielte Scorerpunkte; SM oder PIM = erhaltene Strafminuten; +/− = Plus/Minus-Bilanz; PP = erzielte Überzahltore; SH = erzielte Unterzahltore; GW = erzielte Siegtore; 1 Play-downs/Relegation; Kursiv: Statistik nicht vollständig)